# Sirena Seaways
M/S "Sirena Seaways", er en dansk ropax-færge ejet af DFDS hvor skibet har båret navnet Dana Sirena og senere Sirena Seaways. Færgen sejlede mellem Esbjerg i Danmark og Harwich i England i perioden juni 2003 - 29. september 2014. I slutningen af februar 2013 var skibet i tørdok i Bremerhaven for at blive vedligeholdt og malet. I marts vendte hun tilbage til Esbjerg med mørkeblåt skrog og under det nye navn Sirena Seaways.
Den 22. juni 2013 påsejlede skibet kajanlægget i Harwich (Parkeston Quay) med 489 passagerer ombord. Efter et værftsophold var skibet igen i drift fra den 5. juli 2013.
I april 2014 annoncerede DFDS, at man som følge af lave passagertal, tab af toldfri salg og ny skærpet miljølovgivning ville lukke ruten ved udgangen af september samme år. Den 27. september afgik Sirena Seaways for sidste gang fra Esbjerg og dagen efter for sidste gang fra Harwich. Mandag den 29. september var der dermed sat punktum for den 139 år gamle rute.
Fra 6. Oktober til med slutningen af december var skibet indsat på ruten Paldiski - Kapelskär mellem Estland og Sverige.
Herefter sejlede hun på værft i Gdansk for at få monteret udstødning-gasfiltre, også kendt som scrubber, og afløste herefter kort på DFDS rute mellem Karlshamn og Klaipeda.
D 30.januar 2015 indgik franske Brittany Ferries en 5 årig charter-aftale med DFDS og 9.maj samme år blev skibet indsat som fragtfærge mellem Portsmouth og Bilbao samt som passagerskib mellem Le Havre og Portsmouth. Ved samme lejlighed den blev malet om i rederiets farver og omdøbt til Baie De Seine.
Sirena Seaways vendte primo maj 2020 tilbage til DFDS til sejlads på Klaipeda-Karlshamn-ruten.   